# Kanazawa
Kanazawa (japanisch 金沢市, -shi) ist eine Großstadt, Seehafen und Verwaltungssitz der Präfektur Ishikawa auf Honshū, der Hauptinsel von Japan. Kanazawa liegt etwa 150 km nördlich von Nagoya an der Küste zum japanischen Meer und ist mit über 450.000 Einwohnern die größte Stadt in der Region Hokuriku.

## Geschichte

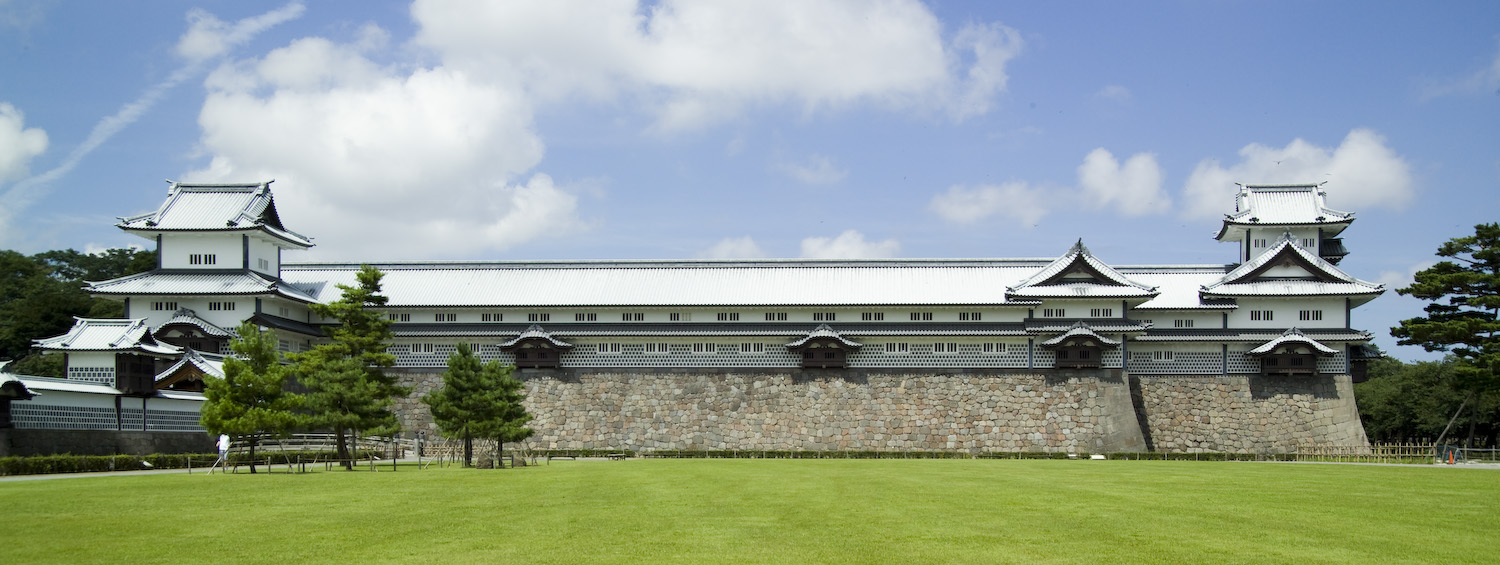
Restaurierte Burg Kanazawa

Historisch war Kanazawa das Zentrum der Ikkō-ikki (一向一揆; „Ikkō-Aufstände“) in der Provinz Kaga. Die sogenannte buddhistische Ikkō-shū (一向宗) hatte im 15. Jahrhundert den Fürsten gestürzt und fast ein Jahrhundert autonom regiert. 1580 unterwarf Oda Nobunaga die buddhistische Regierung des sogenannten „Bauernkönigreichs“. 1583 zog schließlich Maeda Toshiie als Daimyō des Lehens Kaga in der Provinz Noto in Kanazawa ein. Er erhielt von Toyotomi Hideyoshi für sein Lehen zusätzlich Teile der Provinzen Kaga und Etchū (heutige Präfekturen Ishikawa und Toyama). Es war das größte Lehen der damaligen Zeit.
Die Einnahmen der Daimyō wurden in Reis, gemessen in Koku, vom Machthaber im Lande festgesetzt, zunächst von Toyotomi Hideyoshi, dann nach 1600 von den Tokugawa. Da die Maeda zu den Gegnern der Tokugawa gehörten, wurden sie mit hohen Zuwendungen, mit einer Million Koku, auf Japanisch Hyakumangoku, in das politische System eingebunden. Sie waren damit die reichsten Daimyō in Japan. Noch heute erinnert der Name einer großen Straße in Kanazawa an diese Tatsache.
Die Region blieb in den 300 Jahren der Maeda-Regierung von Krieg und schweren Naturkatastrophen verschont, so förderten die Fürsten sehr Kultur, Literatur, Sado, Theater, Gartenkunst und so weiter. Unter der Maeda-Regierung erlebte die Stadt eine kulturelle Blüte, was ihr bis heute den Namen Sho-Kyōto (Klein-Kyōto) eintrug.
Als nach dem Ende des Tokugawa-Shogunates die Lehen (Han) abgeschafft und die Präfekturen gegründet wurden, wurde Kanazawa die Hauptstadt der neuen Präfektur Ishikawa.
Kanazawa wurde im Zweiten Weltkrieg nicht von den USA bombardiert, im damaligen Schloss von Kanazawa wurde die siebte Hochschule Japans gegründet, die nach dem Zweiten Weltkrieg Universität Kanazawa genannt wurde.

## Sehenswürdigkeiten

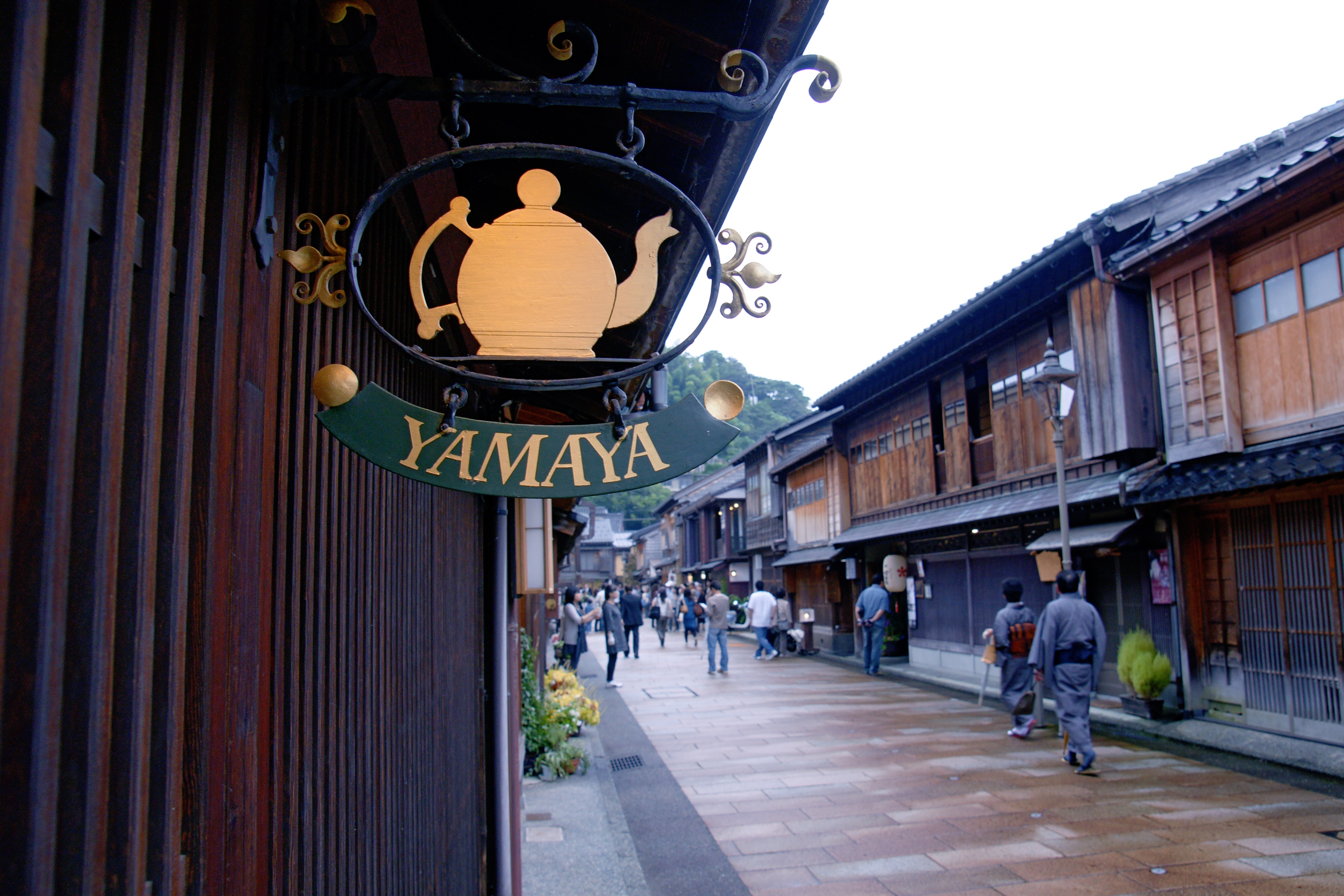
Higashiyama Chaya

Sehenswert ist der Kenrokuen, ein Park, der zu den drei perfekten Gärten Japans gezählt wird, die neu errichtete Burg Kanazawa mit dem Ishikawa-mon, dem einzigen Überbleibsel der Originalburg, und das Samurai-Viertel, wo bis heute ehemalige Samurai-Villen erhalten sind.
Ninja-dera, Omicho-Markt, Teramachi und das Higashiyama Chaya (Teeviertel) sollten bei einem Besuch ebenfalls nicht ausgelassen werden.

## Verkehr
- Zug:
  - JR Hokuriku-Hauptlinie
  - Hokuriku-Shinkansen
- Straße:
  - Hokuriku-Autobahn
  - Nationalstraße 8

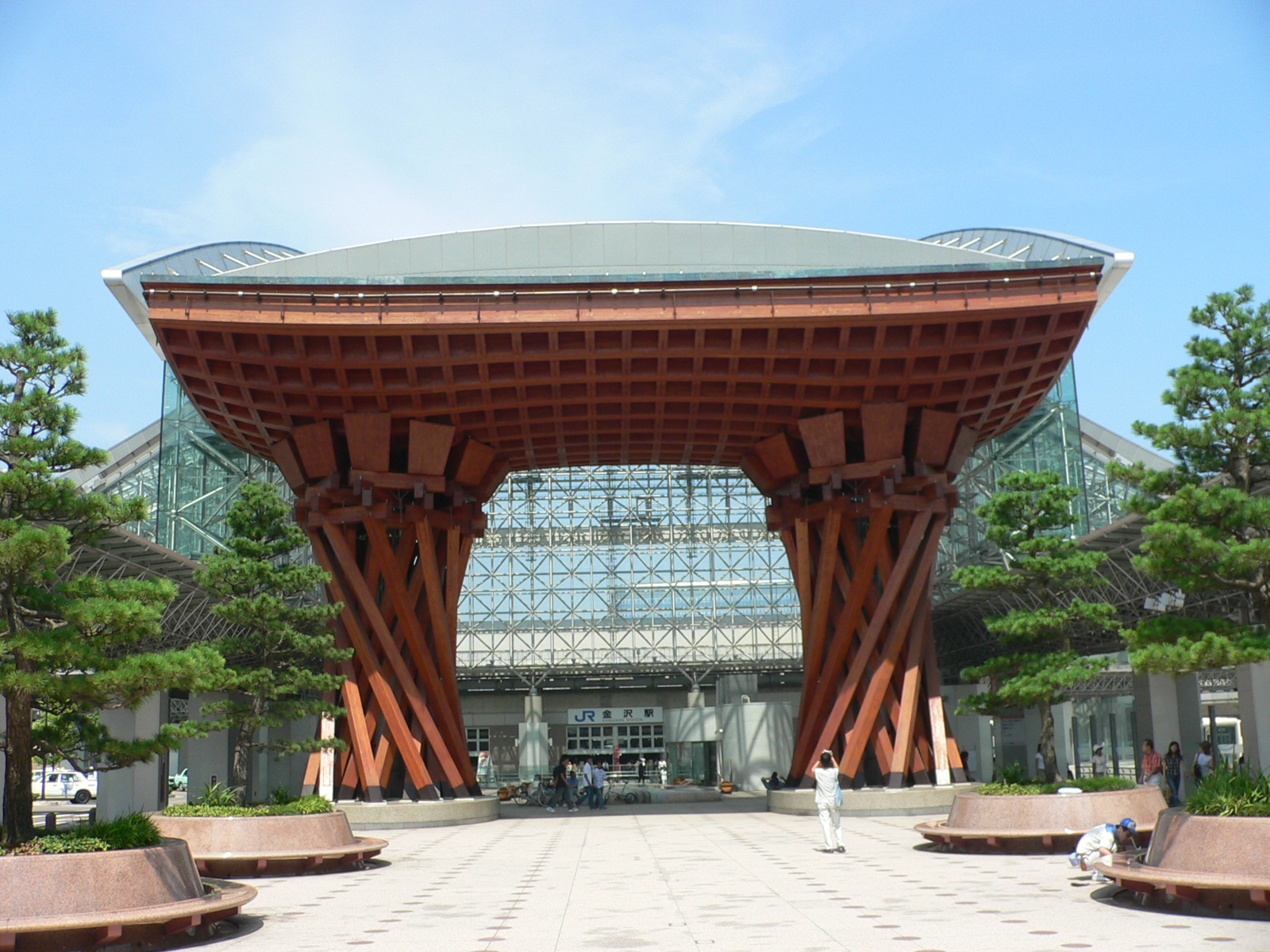
Bahnhof Kanazawa

  - Nationalstraßen 157, 159, 249, 304, 305, 359

Die Strecke des Hokuriku-Shinkansen ist seit März 2015 bis Kanazawa und seit März 2024 bis Tsuruga in Betrieb. Eine Weiterführung über Obama bis nach Osaka ist in Planung. In Vorbereitung für den Schnellverkehr wurde unter anderem im Jahr 2005 der Hauptbahnhof völlig neu errichtet.

## Wirtschaft
Die wichtigsten Wirtschaftszweige sind neben dem Maschinenbau und der Textilindustrie das Kunsthandwerk.
Berühmt sind vor allem das Blattgold aus Kanazawa, Töpferwaren (Kutani-yaki, Ohi-Yaki), Seidenmalerei (Kaga-Yuzen) und Lackwaren (Wajima-nuri) aus dem nahegelegenen Wajima auf der Noto-Halbinsel.

## Bildung
Es gibt in Kanazawa zwei staatliche und vier Privatuniversitäten.

## Städtepartnerschaften
Kanazawa listet folgende sieben Partnerstädte auf:
- Buffalo, USA (seit 1962)
- Porto Alegre, Brasilien (seit 1967)
- Irkutsk, Russland (seit 1967)
- Gent, Belgien (seit 1971)
- Nancy, Frankreich (seit 1973)
- Suzhou, Volksrepublik China (seit 1981)
- Jeonju, Südkorea (seit 2002)

## Deutsch-Japanische Partnerschaften
Seit 2003 besteht zwischen dem Century College Kanazawa und der Völker-Schule e. V. Osnabrück eine Schulpartnerschaft für die Ausbildung von Ergotherapeuten und Physiotherapeuten.
Die Universität Kanazawa ist verbunden mit der Universität Regensburg, der Universität Siegen und der Heinrich-Heine-Universität Düsseldorf. Es gibt ein Partneruniprogramm, KUSEP (Kanazawa University Short Term Exchange Programm).
Auch die Deutsch-Japanische Gesellschaft Regensburg und die Japanisch-Deutsche Gesellschaft Kanazawa unterhalten eine Partnerschaft.

## Söhne und Töchter der Stadt

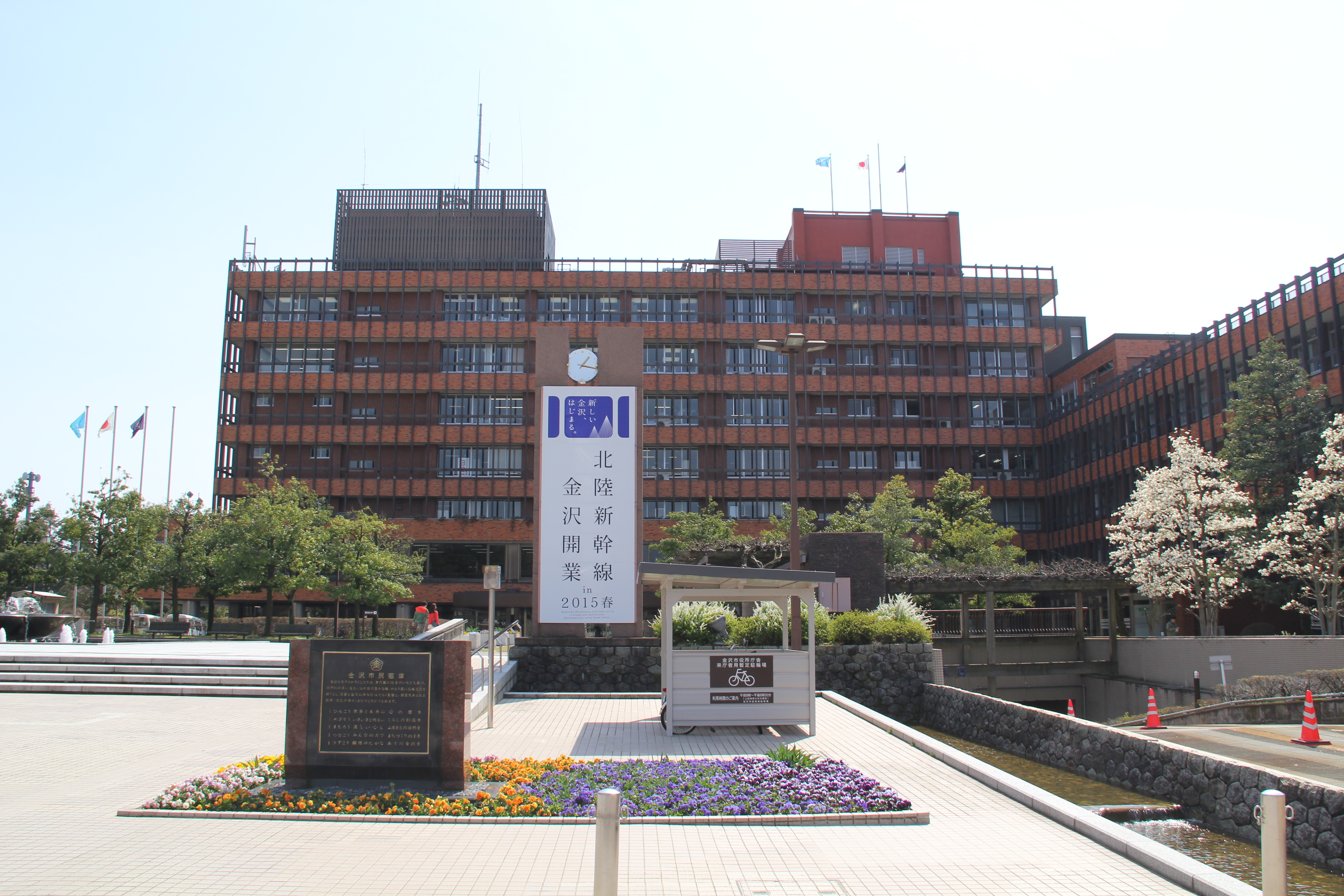
Rathaus

- Maeda Tsunanori (1643–1724), Tozama-Daimyō während der Edo-Zeit
- Ganku (1756 oder auch 1749–1839 oder 1838), Maler
- Inokuchi Ariya (1856–1923), Begründer des Maschinenbaus und Erfinder der Kreiselpumpe
- Uryū Sotokichi (1857–1937), Admiral
- Ōse Jintarō (1866–1944), Pädagoge
- Fujii Kenjirō (1866–1952), Botaniker
- Fujioka Sakutarō (1870–1910), Literaturwissenschaftler
- Daisetz Teitaro Suzuki (1870–1966), buddhistischer Autor
- Kyōka Izumi (1873–1939), Schriftsteller
- Kiryū Yūyū (1873–1941), Journalist
- Nobuyuki Abe (1875–1953), General, Politiker und 36. Premierminister Japans
- Shūkō Yoshida (1887–1946), Maler
- Saisei Murō (1889–1962), Schriftsteller
- Saiten Tamura (1889–1933), Maler
- Hatakeyama Kinsei (1897–1995), Maler
- Akaji Yūsai (1906–1984), Lackkünstler
- Hasegawa Norishige (1907–1998), Geschäftsmann
- Shūgorō Hasuda (1915–2010), Kunstschmied
- Chōzaemon Ōhi (1927–2023), Keramiker
- Yoshio Koide (* 1942), Physiker
- Terumichi Yamada (* 1953), Jazzmusiker
- Yoshiya Minami (* 1971), Pornodarsteller
- Tetsuya Tsuchida (* 1972), Fußballspieler
- Dejima Takeharu (* 1974), Sumōringer
- Mamiko Noto (* 1980), Synchronsprecherin
- Yōhei Koyama (* 1998), Skirennläufer
- Ryōya Taniguchi (* 1999), Fußballspieler

## Angrenzende Städte und Gemeinden
- Präfektur Ishikawa
  - Hakusan
  - Tsubata
  - Uchinada
  - Nonoichi
- Präfektur Toyama
  - Oyabe
  - Nanto